# 442

## Nașteri
- dată necunoscută: Isidor din Milet  (d. 537)